# Бур де Конт
Бур де Конт (фр. Bourg-des-Comptes) је насељено место у Француској у региону Бретања, у департману Ил и Вилен.
По подацима из 2011. године у општини је живело 3042 становника, а густина насељености је износила 129,94 становника/km².

## Демографија
| 1962. | 1968. | 1975. | 1982. | 1990. | 2011. |
| ----- | ----- | ----- | ----- | ----- | ----- |
| 1.039 | 1.071 | 1.214 | 1.463 | 1.727 | 3.042 |